# Fuenzalida
Fuenzalida är en udde i Antarktis. Den ligger i Sydshetlandsöarna. Argentina, Chile och Storbritannien gör anspråk på området.
Terrängen inåt land är kuperad. Havet är nära Fuenzalida söderut.  Trakten är obefolkad. Det finns inga samhällen i närheten. 